# Dendrodoris krusensternii
Dendrodoris krusensternii is een slakkensoort uit de familie van de Dendrodorididae. De wetenschappelijke naam van de soort is voor het eerst geldig gepubliceerd in 1850 door Gray.